# Заїр
Респу́бліка Заї́р (фр. République du Zaïre фр. вимова: [za.iʁ]) — держава, яка існувала на території Демократичної Республіки Конго з 27 жовтня 1971 по 17 травня 1997 року.

## Історія
24 листопада 1965, в умовах політичної кризи, яка охопила ДР Конго, армія на чолі з генерал-лейтенантом Мобуту здійснила державний переворот. Країна була перейменована на «Заїр». Армійське командування розпустило парламент, заборонило всі політичні партії та суспільні організації, провело ряд адміністративних реформ, спрямованих на зміцнення влади центрального уряду (число провінцій було скорочено з 22 до 9, провінціальні збори перетворені в провінційні ради з правом дорадчого голосу, уряди провінцій розпущені, виконавча влада в провінціях передана губернаторам). Правлячою та єдиною партією стала створена в травні 1967 партія Народного руху революції (НРР). Існуючі профспілки об'єднані в єдину організацію — Національний союз заїрських трудящих, різноманітні молодіжні та студентські організації — в молодіжну секцію партії НРР. Патріса Лумумбу, першого прем'єр-міністра ДР Конго, оголошено національним героєм, піонером боротьби за незалежність, який загинув внаслідок імперіалістичної змови. Заохочуючи розвиток приватного національного капіталу, влада здійснила заходи для забезпечення прерогатив держави, послабленню її економічної залежності від іноземного капіталу. Здійснено також низку заходів соціально-економічного характеру (підвищення гарантованого мінімуму зарплати, грошової допомоги багатодітним, зменшення окладу провінційним чиновникам, надання виборчого права жінкам та ін.).
В 1967 здійснена грошова реформа (нова грошова одиниця заїр замінила конголезький франк), яка дозволила дещо покращити фінансовий стан країни. Згідно з новою конституцією, прийнятою в 1967, введена президентська форма правління. В кінці 1970 Мобуту обраний президентом; проведені вибори до парламенту. З 27 жовтня 1971 держава отримала нову назву — Республіка Заїр. (Заїр — викривлена португальцями назва р. Конго — Нзарі, Мванза — місцевими мовами.)
1977 — ангольська інтервенція генерала Натаніеля Мбумби
1994 — геноцид у Руанді призвів до напливу біженців тутсі, а потім і хуту, котрі почали влаштовувати зіткнення на території Заїру.
1996, 31 жовтня — повстання заїрських тутсі, підтриманих Руандою. Бої за місто Гома з використанням артилерії та кулеметів.
1997 — на сході країни зростає повстання, яке скидує Мобуту Сесе Секо. 18 травня солдати Альянсу Демократичних Сил під керівництвом Лорана-Дезіре Кабіли увійшли до столиці країни — Кіншаси, де їх зустрічали як визволителів. Через два дні Кабіла проголосив себе президентом Демократичної Республіки Конго.

## Адміністративно-територіальний поділ

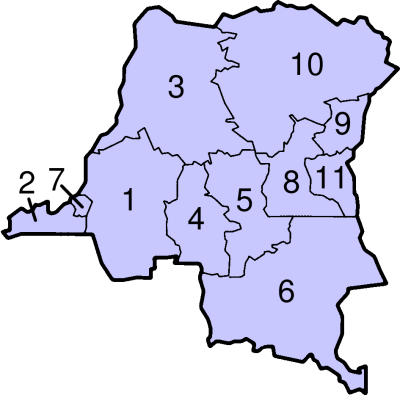

| Провінція     | Центр     | Площа, км² | Населення (2007), тис.чол. |
| ------------- | --------- | ---------- | -------------------------- |
| Бандунду      | Бандунду  | 295 658    | 7 138,344                  |
| Верхній Заїр  | Кісангані | 503 239    | 7 034,206                  |
| Східне Касаї  | Мбужі-Маї | 170 302    | 6 108,704                  |
| Західне Касаї | Кананга   | 154 742    | 4 774,168                  |
| Шаба          | Лубумбаші | 496 877    | 4 630,455                  |
| Кіншаса       | Кіншаса   | 9 965      | 8 837,119                  |
| Манієма       | Кінду     | 132 250    | 1 808,246                  |
| Нижній Заїр   | Матаді    | 53 920     | 3 982,223                  |
| Північне Ківу | Гома      | 59 483     | 5 165,727                  |
| Екваторіальна | Мбандака  | 403 292    | 6 633,807                  |
| Південне Ківу | Букаву    | 65 070     | 4 113,718                  |

## Нотатки
1. ↑  Заїр став de jure однопартійною державою 23 грудня 1970[2], але був de facto однопартійною державою з 20 травня 1967, дати, коли MPR (Mouvement Populaire de la Revolution) був створений. 24 квітня 1990 Заїр офіційно запровадив багатопартійну систему[3], коли Мобуту виголосив промову, проголосивши кінець однопартійної системи.